# Andrés Ricaurte
Andrés Ricaurte (Medellín, Antioquia, Colombia; 3 de octubre de 1991) es un futbolista colombiano. Juega de centrocampista y su equipo actual es el Fortaleza CEIF de la Categoría Primera A.
Es hijo del exfutbolista Carlos Ricaurte.

## Trayectoria

### Águilas Doradas
Debutó el 9 de marzo de 2011 como profesional con Rionegro Águilas, cuando el club aún se llamaba Itagüí FC, ese día perdieron 2-1 en Manizales con el Once Caldas por la Copa Colombia 2011.

El 14 de abril de 2012 debuta en la Categoría Primera A en el empate a un gol frente al Independiente Medellín. Su primer gol como profesional lo hace el 10 de noviembre en la victoria 3 a 2 como visitantes contra el Atlético Huila.

El 7 de febrero de 2015 marca el gol de la victoria por la mínima sobre Uniautónoma.

### Itagüí Leones FC
Después de Rionegro Águilas, en el 2016 jugó para Leones Fútbol Club, equipo de la Categoría Primera B de Colombia. El 10 de febrero debuta en el empate a un gol contra Jaguares de Córdoba por la Copa Colombia 2016. El 20 de marzo marca su primer hat-trick como profesional en la goleada 4 por 1 como visitantes contra Bogotá FC siendo la figura del partido. El 10 de julio marca doblete en la victoria 4 por 3 en casa del Unión Magdalena, marca el gol de la victoria por la mínima el 11 de septiembre sobre el Cúcuta Deportivo y el 15 de noviembre marca sus últimos dos goles con el club sentenciando el 3-1 sobre Bogotá FC. Termina su temporada más goleadora con diez goles, incluyendo un triplete y dos dobletes.

### Atlético Huila
En el 2017 llega al Atlético Huila de la Categoría Primera A. Debuta el 5 de febrero en el empate a un gol contra Patriotas Boyacá. Su primer y único gol con el club lo marca el 21 de octubre en la victoria 2 a 1 como visitantes contra Envigado FC. Termina la temporada siendo referente y capitán del club, donde además llegó a dar diez asistencias siendo el máximo asistidor del Torneo Finalización 2017, quedando en mira de los grandes clubes del fútbol colombiano.

### Independiente Medellín
El 15 de diciembre de 2017 se anuncia su fichaje con el Independiente Medellín. Debuta el 2 de febrero de 2018 en la goleada 3 por 0 frente a su exequipo el Atlético Huila, a los nueve días en su segundo partido marca su primer gol en el Poderoso en la victoria 2 por 1 contra Boyacá Chicó en Tunja. El 12 de abril debuta de manera internacional en la Copa Sudamericana 2018 donde pierden 2-0 en Paraguay con Sol de América.

El 14 de octubre marca el gol de la victoria 2-1 al último minuto en condición de visitantes frente al América de Cali, tres días después marca en el 2-0 sobre Alianza Petrolera y el 28 de octubre sentencia el 2-0 final sobre Atlético Bucaramanga, siendo este su mejor momento en el club.

### FC Dallas
El 12 de agosto de 2020 fue enviado a préstamo al FC Dallas de la Major League Soccer con opción de compra en diciembre de 2021.

## Estadísticas
Actualizado al último partido disputado el 30 de noviembre de 2024.
| Club                              | Div.                | Temporada           | Liga  | Liga  | Liga   | Copa Nacional | Copa Nacional | Copa Nacional | Copa Internacional | Copa Internacional | Copa Internacional | Total | Total | Total  |
| Club                              | Div.                | Temporada           | Part. | Goles | Asist. | Part.         | Goles         | Asist.        | Part.              | Goles              | Asist.             | Part. | Goles | Asist. |
| --------------------------------- | ------------------- | ------------------- | ----- | ----- | ------ | ------------- | ------------- | ------------- | ------------------ | ------------------ | ------------------ | ----- | ----- | ------ |
| Rionegro Águilas · Colombia       | 1.ª                 | 2011                | 0     | 0     | 0      | 4             | 0             | 0             | -                  | -                  | -                  | 4     | 0     | 0      |
| Rionegro Águilas · Colombia       | 1.ª                 | 2012                | 6     | 1     | 0      | 6             | 0             | 0             | -                  | -                  | -                  | 12    | 1     | 0      |
| Rionegro Águilas · Colombia       | 1.ª                 | 2013                | 4     | 0     | 0      | 7             | 0             | 0             | 0                  | 0                  | 0                  | 11    | 0     | 0      |
| Rionegro Águilas · Colombia       | 1.ª                 | 2014                | 1     | 0     | 0      | 7             | 0             | 0             | 0                  | 0                  | 0                  | 8     | 0     | 0      |
| Rionegro Águilas · Colombia       | 1.ª                 | 2015                | 3     | 1     | 0      | 0             | 0             | 0             | -                  | -                  | -                  | 3     | 1     | 0      |
| Rionegro Águilas · Colombia       | Total club          | Total club          | 14    | 2     | 0      | 24            | 0             | 0             | 0                  | 0                  | 0                  | 38    | 2     | 0      |
| Itagüí Leones · Colombia          | 2.ª                 | 2016                | 36    | 10    | 0      | 5             | 0             | 0             | -                  | -                  | -                  | 41    | 10    | 0      |
| Itagüí Leones · Colombia          | Total club          | Total club          | 36    | 10    | 0      | 5             | 0             | 0             | -                  | -                  | -                  | 41    | 10    | 0      |
| Atlético Huila · Colombia         | 1.ª                 | 2017                | 40    | 1     | 10     | 2             | 0             | 0             | -                  | -                  | -                  | 42    | 1     | 10     |
| Atlético Huila · Colombia         | Total club          | Total club          | 40    | 1     | 10     | 2             | 0             | 0             | -                  | -                  | -                  | 42    | 1     | 10     |
| Independiente Medellín · Colombia | 1.ª                 | 2018                | 46    | 5     | 13     | 2             | 0             | 0             | 2                  | 0                  | 1                  | 50    | 5     | 14     |
| Independiente Medellín · Colombia | 1.ª                 | 2019                | 37    | 4     | 10     | 8             | 1             | 2             | 2                  | 0                  | 1                  | 47    | 5     | 13     |
| Independiente Medellín · Colombia | 1.ª                 | 2020                | 7     | 2     | 1      | 0             | 0             | 0             | 6                  | 1                  | 2                  | 13    | 3     | 3      |
| Independiente Medellín · Colombia | 1.ª                 | 2022                | 27    | 1     | 9      | 5             | 0             | 2             | 4                  | 0                  | 2                  | 36    | 1     | 13     |
| Independiente Medellín · Colombia | 1.ª                 | 2023                | 33    | 1     | 3      | 2             | 0             | 0             | 6                  | 0                  | 3                  | 41    | 1     | 6      |
| Independiente Medellín · Colombia | Total club          | Total club          | 160   | 13    | 36     | 17            | 1             | 4             | 20                 | 1                  | 9                  | 197   | 15    | 49     |
| FC Dallas Estados Unidos          | 1.ª                 | 2020                | 16    | 1     | 1      | -             | -             | -             | -                  | -                  | -                  | 16    | 1     | 1      |
| FC Dallas Estados Unidos          | 1.ª                 | 2021                | 26    | 1     | 0      | -             | -             | -             | -                  | -                  | -                  | 26    | 1     | 0      |
| FC Dallas Estados Unidos          | Total club          | Total club          | 42    | 2     | 1      | 0             | 0             | 0             | 0                  | 0                  | 0                  | 42    | 2     | 1      |
| C. S. Emelec · Ecuador            | 1.ª                 | 2024                | 14    | 2     | 0      | 2             | 0             | 0             | —                  | —                  | —                  | 16    | 2     | 0      |
| C. S. Emelec · Ecuador            | Total club          | Total club          | 14    | 2     | 0      | 2             | 0             | 0             | 0                  | 0                  | 0                  | 16    | 2     | 0      |
| Total en su carrera               | Total en su carrera | Total en su carrera | 305   | 30    | 47     | 50            | 1             | 4             | 20                 | 1                  | 9                  | 365   | 32    | 60     |

### Hat-tricks
| 1 | 20 de marzo de 2016 | Estadio Metropolitano de Techo, Bogotá | Bogotá FC - Leones FC |  | 1 - 4 | Primera B 2016 |

## Palmarés

### Campeonatos nacionales
| Título        | Club                   | País     | Año  |
| ------------- | ---------------------- | -------- | ---- |
| Copa Colombia | Independiente Medellín | Colombia | 2019 |